# John B. Johnston

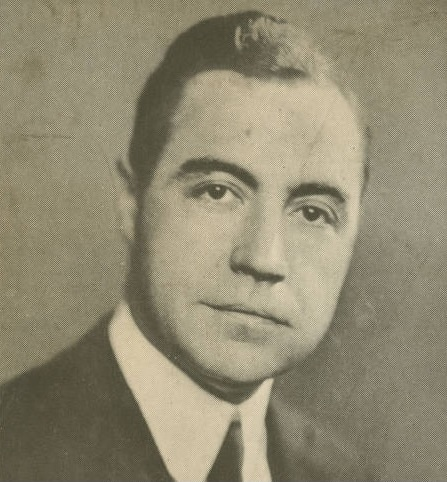
John B. Johnston

John Brown Johnston (* 10. Juli 1882 in Glasgow, Schottland; † 11. Januar 1960 in Brooklyn, New York) war ein US-amerikanischer Jurist und Politiker. Zwischen 1919 und 1921 vertrat er den Bundesstaat New York im US-Repräsentantenhaus.

## Werdegang
John Brown Johnston wurde ungefähr einen Monat nach den Morden an dem neuen britischen Irlandminister Frederick Cavendish und seinem Stellvertreter in Glasgow geboren. Die Familie Johnston wanderte 1886 in die Vereinigten Staaten ein und ließ sich in der damals noch eigenständigen Stadt Brooklyn nieder. Er besuchte öffentliche Schulen in Long Island City und Brooklyn sowie die New York Law School. Nach dem Erhalt seiner Zulassung als Anwalt begann er in Brooklyn zu praktizieren.
Politisch gehörte er der Demokratischen Partei an. Bei den Kongresswahlen des Jahres 1918 wurde er im fünften Wahlbezirk von New York in das US-Repräsentantenhaus in Washington, D.C. gewählt, wo er am 4. März 1919 die Nachfolge von James P. Maher antrat. Da er auf eine erneute Kandidatur zwei Jahre später verzichtete, schied er nach dem 3. März 1921 aus dem Kongress aus.
Danach war er in New York City als Anwalt tätig. In den Jahren 1920 und 1924 nahm er als Delegierter an den Democratic National Conventions teil. Johnson wurde zum Richter am Supreme Court für den zweiten Distrikt gewählt und trat seine Anstellung am 1. Januar 1928 an. Er wurde dann am 1. Januar 1935 zum beisitzenden Richter (associate justice) in deren Berufungsabteilung ernannt, eine Stellung, die er bis zu seinem Rücktritt am 31. Dezember 1952 innehatte. Johnson war vom 1. Januar 1953 bis zum 4. Juli 1955 als Official Referee am New York Supreme Court tätig. Danach nahm er den Posten des Administrator of the Judicial Conference of the State of New York an, den er bis zu seinem Tod innehatte. Er verstarb am 11. Januar 1960 in Brooklyn und wurde dann dort auf dem Green-Wood Cemetery beigesetzt.